# Международный музыкальный фестиваль имени И. И. Соллертинского
Международный музыкальный фестиваль им. И.И. Соллертинского — ежегодный и единственный в Белоруссии камерно-музыкальный фестиваль, синтезирующий различные виды искусства

## История
1989 год — I Фестиваль камерной музыки памяти И.И. Соллертинского
1990 год — II Фестиваль камерной музыки памяти И.И. Соллертинского «Наше наследие».
1991 год — III Витебский фестиваль камерной музыки памяти И.И. Соллертинского.
1992 год — фестиваль переименован в "IV Витебский музыкальный фестиваль им. И.И. Соллертинского" (к 90-летию со дня рождения).